# Thibaudia phyllireifolia
Thibaudia phyllireifolia är en ljungväxtart som beskrevs av Michel Félix Dunal. Thibaudia phyllireifolia ingår i släktet Thibaudia och familjen ljungväxter. Inga underarter finns listade i Catalogue of Life.